# Saturninius Secundus Salutius
Saturninius Secundus Salutius was een Romeinse carrière-ambtenaar, die een inwoner van Gallië was. Hij was quaestor, toen hij lid werd van de staf van Julianus de Afvallige, in de tijd dat Julianus Caesar in Gallië was. Salutius was goed thuis in de Griekse filosofie en de retoriek en won het respect van Julianus. Het was waarschijnlijk door zijn adviezen dat Julianus de administratieve vaardigheden, die hij in Gallië tentoonspreidde, ontwikkelde. In 359 riep Constantius II hem vanuit Gallië naar Constantinopel.
Toen Julianus na de dood van Constantius II de enige keizer werd, benoemde hij Salutius in het najaar van 361 tot pretoriaanse prefect van het Oosten. Een van zijn eerste taken was het organiseren van het tribunaal van Chalcedon. Hij vergezelde zijn keizer tijdens de Perzische campagne, gedurende welke Julianus werd gedood. Als een teken van groot respect nomineerde het militaire commando hem als eerste om de nieuwe keizer van het Romeinse Rijk te worden, maar Salutius weigerde deze eer. Hij beriep zich op een slechte gezondheid en gevorderde leeftijd. In plaats van Salutius werd Jovianus tot keizer verheven. Na zijn terugkeer uit Perzië bleef Salutius tijdens het bewind van Valentinianus I pretoriaanse prefect van het Oosten totdat hij werd vervangen door Nebridius.

## Voetnoten
1. ↑  Athanassiadi, blz. 68-9.
2. ↑  Bowersock, blz. 44-5.
3. ↑   Ammianus Marcellinus. Res Gestae, 22.3.1
4. ↑   Bowersock, blz. 118.
5. ↑   Ammianus Marcellinus, Res Gestae, 25.5.3
6. ↑   Ammianus Marcellinus, Res Gestae, 26.7.4